# Eublemma subrufula
Eublemma subrufula is een vlinder van de familie van de spinneruilen (Erebidae). De wetenschappelijke naam van deze soort is voor het eerst voorgesteld door Lionel Walter Rothschild in een publicatie uit 1924.
De soort komt voor op Madagaskar.